# Bilbil białouchy
Bilbil białouchy (Pycnonotus leucotis) − gatunek małego, azjatyckiego ptaka z rodziny bilbili (Pycnonotidae).

## Podgatunki i zasięg występowania
Zamieszkuje w zależności od podgatunku:
- P. leucotis mesopotamia – północno-wschodni Półwysep Arabski, południowy Irak i południowo-zachodni Iran.
- P. leucotis leucotis – południowy Iran, południowy Afganistan, Pakistan i północno-zachodnie Indie (Maharasztra, Madhya Pradesh i zachodni Uttar Pradesh).

## Morfologia
Bilbil białouchy jest z wyglądu bardzo podobny do bilbila białolicego; wcześniej ornitolodzy uważali, że bilbil białouchy i bilbil białolicy to ten sam gatunek. Bilbil białouchy jest jednak mniejszy i nie posiada grzebienia, stroszy jednak pióra głowy. Charakteryzuje się też większą białą plamą na policzku. Ma bladą gołą otoczkę oka. Podbrzusze jest barwy pomarańczowo-żółtej. Nie występuje dymorfizm płciowy.

## Ekologia i zachowanie
Spotyka się go w zaroślach i ogrodach. W parach lub grupach ugania się w poszukiwaniu owoców. Nie gardzi insektami. Gniazduje od marca do czerwca.

## Status
Międzynarodowa Unia Ochrony Przyrody (IUCN) uznaje bilbila białouchego za gatunek najmniejszej troski (LC, least concern) nieprzerwanie od 1988 roku. Liczebność populacji nie jest znana, aczkolwiek ptak ten opisywany jest jako lokalnie pospolity. Trend liczebności populacji uznaje się za spadkowy.